# Lijst van voetbalinterlands Afghanistan - Myanmar
Deze lijst van voetbalinterlands is een overzicht van alle officiële voetbalinterlands tussen de nationale teams van Afghanistan en Myanmar. De landen hebben tot nu toe een keer tegen elkaar gespeeld. De eerste ontmoeting, een kwalificatiewedstrijd voor de Azië Cup 2027, vond plaats op 25 maart 2025 in Yangon.

## Wedstrijden
| № | Plaats | Datum            | Competitie                 | Wedstrijd             | Uitslag |
| - | ------ | ---------------- | -------------------------- | --------------------- | ------- |
| 1 | Yangon | 25 maart 2025    | Azië Cup 2027 kwalificatie | Myanmar - Afghanistan | 2 − 1   |
| 2 |        | 18 november 2025 | Azië Cup 2027 kwalificatie | Afghanistan - Myanmar | −       |

## Samenvatting
| Competitie            | Totaal gespeeld | Winst Afghanistan | Gelijk | Winst Myanmar | Doelsaldo Afghanistan – Myanmar |
| --------------------- | --------------- | ----------------- | ------ | ------------- | ------------------------------- |
| Azië Cup-kwalificatie | 1               | 0                 | 0      | 1             | 1 − 2                           |
| Totaal                | 1               | 0                 | 0      | 1             | 1 − 2                           |

FFA · A-internationals · Afghaans vrouwenelftal
1940 - 1949 · 
1950 - 1959 · 
1960 - 1969 · 
1970 - 1979 · 
1980 - 1989 · 
1990 - 1999 · 
2000 – 2009 · 
2010 – 2019 ·
2020 − 2029
Bangladesh ·
Bhutan ·
Cambodja ·
China ·
Filipijnen ·
Hongkong ·
India ·
Indonesië ·
Irak ·
Iran ·
Japan ·
Jordanië ·
Kirgizië ·
Koeweit ·
Laos ·
Libanon ·
Luxemburg ·
Malediven ·
Maleisië ·
Mongolië ·
Myanmar ·
Nepal ·
Noord-Korea ·
Oman ·
Pakistan ·
Palestina ·
Qatar ·
Saoedi-Arabië ·
Singapore ·
Sri Lanka ·
Syrië ·
Tadzjikistan ·
Taiwan ·
Thailand ·
Turkmenistan ·
Vietnam ·
Zuid-Korea
MFF · 
A-internationals · 
Myanmarees vrouwenelftal
1951 – 1959 · 
1960 – 1969 · 
1970 – 1979 · 
1980 – 1989 · 
1990 – 1999 · 
2000 – 2009 · 
2010 – 2019 ·
2020 − 2029
Afghanistan ·
Bahrein ·
Bangladesh ·
Bolivia ·
Brunei ·
Burundi ·
Cambodja ·
China ·
DDR ·
Filipijnen ·
Guam ·
Hongkong ·
India ·
Indonesië ·
Irak ·
Iran ·
Israël ·
Japan ·
Kirgizië ·
Koeweit ·
Laos ·
Lesotho ·
Libanon ·
Libië ·
Luxemburg ·
Macau ·
Malediven ·
Maleisië ·
Marokko ·
Mongolië ·
Nepal ·
Nieuw-Zeeland ·
Noord-Korea ·
Oman ·
Oost-Timor ·
Pakistan ·
Palestina ·
Qatar ·
Singapore ·
Sri Lanka ·
Syrië ·
Tadzjikistan ·
Taiwan ·
Thailand ·
Turkmenistan ·
Verenigde Arabische Emiraten ·
Vietnam ·
Zuid-Korea ·
Zuid-Vietnam